# Рудыка, Виктор Иванович
Виктор Иванович Рудыка (род. 2 марта 1952, Петрополье) — украинский менеджер, управленец, ученый, доктор экономических наук, действительный член (академик) Инженерной академии Украины, заслуженный работник промышленности Украины.

## Образование и научная степень
В 1974 году окончил Харьковский инженерно-экономический институт по специальности «Экономика и организация химической промышленности». В 2007 — защитил диссертацию на соискание ученой степени кандидата экономических наук, в 2019 — защитил докторскую диссертацию и получил степень доктора экономических наук.

## Трудовая деятельность
Общий трудовой стаж в инжиниринговой сфере составляет — 46 лет, стаж работы на должности директора — 27 лет. Вся трудовая деятельность связана с ГП «ГИПРОКОКС»: 1975—1985 гг. — инженер технико-экономического отдела, 1985—1994 гг. — главный инженер проекта, с сентября 1994 года по настоящее время — директор ГП «ГИПРОКОКС».
В 2009 — основал концепцию энергосберегающей технологии получения высококачественного кокса с предварительно трамбованных слабоспекающихся угольных шихт, а также с сухим тушением раскаленного кокса и с полной утилизацией вторичных энергоресурсов для производства пара и электроэнергии. Эта технология была воплощена в проекте новой мощной коксовой батареи № 10-бис на ОАО «Алчевсккокс». За эту работу Рудыке В. И. присуждена Государственная премия Украины в области науки и техники 2009 года.
В 2014 г. — начал разработку серии проектов по модернизации ГМК и обеспечения энергетической безопасности Украины.

## Жизненное кредо
Жизненным кредо Рудыки Виктора Ивановича является выражение: «Все лучшее — людям!»

## Научная деятельность
Рудыка Виктор Иванович является членом редакционной коллегии «Углехимический журнал» и журнала «Кокс и Химия», председателем ГЭК Харьковского национального экономического университета им. Семёна Кузнеца, почетный профессор Международного университета в Вене, Совета Северо-Восточного научного центра НАН и МОН Украины, член ученого совета Научно-исследовательского центра индустриальных проблем развития НАН Украины.
В течение 30 лет — научный руководитель и непосредственный участник выполнения научных поисковых и проектных работ, связанных с прогнозированием развития техники и технологии коксохимического производства, расширением сырьевой базы производства кокса за счет совершенствования технологии коксования, разработке проектов строительства, реконструкции и технического перевооружения коксовых батарей, разработке и внедрению энергосберегающих технологий в коксохимическом производстве.
Рудыка Виктор Иванович автор более 100 публикаций, 10 монографий, 51 изобретения, 6 учебных пособий, 12 докладов на международных конгрессах и конференциях.

## Награды и почетные звания
- Орден князя Ярослава Мудрого V степени,
- Орден «За заслуги» III степени,
- Орден «Святой князь Владимир» IV степени,
- Нагрудный знак «За добросовестный труд»,
- Почетное звание «Заслуженный работник промышленности Украины»,
- Лауреат Почетной награды «Святая София»,
- «Лидер промышленности и предприятия Украины»,
- «Лидер Украины»,
- «Почетный профессор Международного Венского университета»,
- Лауреат Государственной премии Украины в области науки и техники 2009 года.

За личный вклад в развитие гражданского общества Украины, Рудыка Виктор Иванович награжден Дипломом Национальной Академии Наук Украины «Золотой фонд нации. Имена. Свершения. Юбилеи» (2019).
За образцовое управление, деловую этику и стремление к международным стандартам качества, Рудыка В. И. получил нагрудный знак «Manager of the year» Комитета Сократа в Оксфорде (Великобритания, 2019).